# Christina Kärrqvist
Christina Kärrqvist, född 1941, professor emerita i ämnesdidaktik vid Göteborgs universitet.
Kärrqvist har arbetat med högstadieelevers innehållsliga föreställningar i fysik, bland annat områdena elektricitet och optik, men intresset har vidgats till de allra yngsta barnens naturvetenskap. 
Under de senaste tid har hon lett fyra nationella utvärderingar av den svenska skolan gällande elevers generella kompetenser, ”generic competences”. För närvarande arbetar hon med utvärdering av naturvetenskap för skolverkets räkning.